# Dolly Bell
Dolly Bell је пети албум Кемала Монтена. Издат је 1982. године у формату винил, лп и албум. Издавачка кућа је Југотон.

## Песме
- A1 Dolly Bell
- A2 Звони једном
- A3 Понекад
- A4 Напиши једну љубавну
- А5 Пачија школа
- Б1 Он није тај
- Б2 Данас је празник наш
- Б3 Ђани
- Б4 Волио бих да сам пјесник
- Б5 Теби је лако

## Сарадници
- Аранжман - Стипица Калођера (нумере: А1, А3 до Б5)
- Пратећи вокал - Нада Жгур
- Дизајн - Алија Хафизовић
- Текст - А. Хафизовић (нумере: А1 до А4), К. Монтено (нумере: Б2, Б4)
- Музика - Кемал Монтено
- Оркестар - Студијски оркестар из Љубљане
- Продуцент, диригент - Стипица Калођера
- Снимак - Ацо Разборник
- Снимљено у - Студио Тиволи, Љубљана и Студио РТВ Сарајево